# Ju-jitsu aux Jeux mondiaux de 2005
Navigation
Akita 2001 Kaohsiung 2009
Les épreuves de ju-jitsu des Jeux mondiaux de 2005 ont eu lieu du 21 juillet au 22 juillet 2005 à la centrale électrique du parc paysager de Duisbourg Nord à Duisbourg (Allemagne).

## Podiums

### Hommes
| Épreuves | Or                               | Argent                                                | Bronze                               |
| -------- | -------------------------------- | ----------------------------------------------------- | ------------------------------------ |
| −69 kg   | Danemark Ferry Hendriks          | Danemark Christian Mattle                             | Allemagne Marco Dünzel               |
| −77 kg   | Danemark Kenneth Thiim Johansson | Allemagne Mario Staller                               | France Julien Boussuge               |
| −85 kg   | France Guillaume Piquet          | Allemagne Markus Buchholz                             | Espagne David Amores Hoyo            |
| −94 kg   | Espagne Fernando Segovia Lopez   | Russie Alexey Veselovzorov                            | France Vincent Parisi                |
| Double   | Suisse Remo Müller Pascal Müller | Espagne Gil Garcia Casarramona Alexandre Barrero Gros | France Laurent Béard Julien Hellouin |

### Femmes
| Épreuves | Or                                         | Argent                                    | Bronze                                             |
| -------- | ------------------------------------------ | ----------------------------------------- | -------------------------------------------------- |
| −55 kg   | Danemark Jeanne Khan Rasmussen             | Espagne Minerva Montero Perez             | France Annabelle Reydy                             |
| −62 kg   | Pays-Bas Judith Weerd?                     | Danemark Nicole Sydboge?                  | Allemagne Marisol-Claudia Harms                    |
| −70 kg   | Allemagne Sabine Felser                    | Espagne Aurora Fajardo Prieto             | Pays-Bas Lindsay Wyatt                             |
| Double   | Allemagne Stephanie Satory Nadin Altmüller | Autriche Katharina Beisteiner Eva Ehrlich | Belgique Sandy Van Landeghem Vanessa Van de Vijver |

### Mixtes
| Épreuves | Or                                     | Argent                                             | Bronze                                     |
| -------- | -------------------------------------- | -------------------------------------------------- | ------------------------------------------ |
| Double   | Allemagne Matthias Huber Corina Endele | Pays-Bas Barry Van Bommel Silvia Alvarez Rodriguez | Suisse Andreas Zurcher Marianne Schilliger |

## Tableau des médailles
| Rang | Nation | Or | Argent | Bronze | Total |
| ---- | ------ | -- | ------ | ------ | ----- |